# Taraxacum pulchrifolium
Taraxacum pulchrifolium — вид квіткових рослин з родини айстрових (Asteraceae). Вид зростає в Європі: Австрія, Естонія, Чехія, Словаччина, Данія, Фінляндія, Німеччина, північноєвропейська Росія, Польща, Іспанія; інтродукований до Великої Британії та Ірландії; це багаторічна рослина помірних біомів.

## Опис
T. pulchrifolium має вузькі, яскраво-рожеві черешки, короткі, широкі та круто загострені кінці листя та масивні, яйцеподібно-ланцетні, облямовані зовнішні приквітки.